# جاي إدوارد ريتشاردسون
جاي إدوارد ريتشاردسون (بالإنجليزية: J. Edward Richardson)‏ هو مهندس معماري أمريكي، (ولد في دوفر في الولايات المتحدة 1873  م).